# Хронологија СФРЈ фебруар 1990.
Хронолошки преглед важнијих догађаја везаних за друштвено-политичка дешавања у Социјалистичкој Федеративној Републици Југославији (СФРЈ), као и општа политичка, друштвена, спортска и културна дешавања која су се догодила у току фебруара месеца 1990. године.
| ← јануар | ← јануар | ← јануар | ← јануар | ← јануар | ← јануар | ← јануар | ← јануар | Хронологија СФРЈ током 1990. | Хронологија СФРЈ током 1990. | Хронологија СФРЈ током 1990. | Хронологија СФРЈ током 1990. | Хронологија СФРЈ током 1990. | Хронологија СФРЈ током 1990. | Хронологија СФРЈ током 1990. | Хронологија СФРЈ током 1990. | Хронологија СФРЈ током 1990. | Хронологија СФРЈ током 1990. | Хронологија СФРЈ током 1990. | Хронологија СФРЈ током 1990. | март → | март → | март → | март → | март → | март → | март → | март → |
| Ч        | П        | С        | Н        | П        | У        | С        | Ч        | П                            | С                            | Н                            | П                            | У                            | С                            | Ч                            | П                            | С                            | Н                            | П                            | У                            | С      | Ч      | П      | С      | Н      | П      | У      | С      |
| 1        | 2        | 3        | 4        | 5        | 6        | 7        | 8        | 9                            | 10                           | 11                           | 12                           | 13                           | 14                           | 15                           | 16                           | 17                           | 18                           | 19                           | 20                           | 21     | 22     | 23     | 24     | 25     | 26     | 27     | 28     |

## Догађаји

### 1. фебруар
- Председништво СФРЈ донело „специјалне мере“ како би се окончали немири у САП Косово.[1][2]
- Југословенска народна армија (ЈНА) изашла на улице у неколико градова у САП Косово, чиме је дошло до смиривања ситуације. У дотадашњим немирима страдало је 27, а рањено 54 демонстраната, док је погинуо један, а рањено 43 милиционера.[1]

### 3. фебруар
- У Београду одржана Оснивачка скупштина са циљем обнављања рада Демократске странке (ДС). На Конференцији је за председника странке изабран Драгољуб Мићуновић, а за председника Извршног одбора Коста Чавошки.

### 4. фебруар
- У Љубљани одржана Конференција Савеза комуниста Словеније на којој су и формално прекинуте све везе са Савезом комуниста Југославије. На Конференцији је изврешна промена назива партије у Савез комуниста Словеније—Странка демократских реформи и изнет став да се СКС—СДР залаже за конфедерацију Југославије.[2][3]

### 5. фебруар
- У Загребу Републички секретаријат за управу и правосуђе СР Хрватске донео решење о регистрацији следећих политичких странака — Савез комуниста Хрватске (СКХ), Социјалистички савез радног народа Хрватске (ССРНХ), Хрватска демократска странка (ХДС), Хрватска демократска заједница (ХДЗ), Хрватска кршћанска демократска страка (ХКДС), Хрватска социјално-либерални савез (ХСЛС) и Радикално удружење за Сједињене Европске Државе (РУСЕД).[4]

### 6. фебруар
- Припадници Здруженог одреда милиције Савезног секретаријата унутрашњих послова (ССУП) из СР Словеније напустили САП Косово.[1][4]

### 7. фебруар
- У Загребу Председништво Социјалистичког савеза радног народа Хрватске (ССРНХ) донело одлуку о преименовању у Социјалистички савез Хрватске-Савез социјалиста Хрватске (ССХ). Под овим именом, партија је наступила на првим вишепартијским изборима у Хрватској, али није успела да уђе у парламент (партија је постојала до 1994).

### 8. фебруар
- У Љубљани додељене годишње Прешернове награде, а добитници су били — редитељ Душан Јовановић, за драмски и режијски рад и вајар Драго Тршар, за животно дело.

### 11. фебруар
- У Загребу 10. и 11. фебруара одржана седница Централног комитета Савеза комуниста Хрватске (СКХ), на коме је донета одлука о измени назива партије у Савез комуниста Хрватске – Странка демократских промена (СКХ–СДП) и прекинуте везе са Савезом комуниста Југославије. Партија је под овим именом наступила на првим вишепартијским изборима у Хрватској, а овај назив носила је до 3. новембра од када се звала само Странка демократских промена.[5][6]

### 12. фебруар
- У Београду умро Ненад Радуловић „Неша Лептир“ (1959—1990), познати рок музичар и певач групе „Последња игра лептира“.

### 14. фебруар
- У Београду на седници Савезног већа Скупштине СФРЈ народни посланици прихватили образложење предлога Председништва СФРЈ да се приступи доношењу новог Устава Југославије и закључили да би скупштине република и покрајина требало да се о њему изјасне до 15. марта.[1]
- Сабор Социјалистичке Републике Хрватске изгласао промену амандмана од LIV до LXIII у Уставу СР Хрватске којим је озакоњен вишепартијски систем у Хрватској.[1][4]

### 17. фебруар
- У Книну основана Српска демократска странка (СДС), чији је председник био др Јован Рашковић, члан Српске академије наука и уметности.[1][4]

### 19. фебруар
- У више места САП Косова поново избиле албанске демонстрације.

### 20. фебруар
- Председништво СФРЈ донело одлуку о делимичном ангажовању јединица Југословенске народне армије у САП Косово у циљу заштите уставног поретка и превентивног спречавања већег насиља.[1]

### 21. фебруар
- По наредби Покрајинског секретаријата за унутрашње послове, због тешке ситуације, на територији САП Косово уведен полицијски час, који је важио од 21 до 4 часа.[1][4]
- Скупштина Социјалистичке Републике Босне и Херцеговине усвојила Закон о удруживању грађана, којим је озакоњен вишепартијски систем у Босни и Херцеговини. Закон је првобитно предвиђао забрану оснивања политичких партија на националној основи, али је ову одредбу оспорио Уставни суд СР БиХ.[1][4]

### 22. фебруар
- У Љубљани Извршно веће Скупштине Социјалистичке Републике Словеније донело противмере „привредној блокади Србије“, која је уведена у децембру 1989. године.[1]

### 24. фебруар
- У Загребу 24. и 25. фебруара одржан Први општи сабор Хрватске демократске заједнице (ХДЗ) на којем је уводни реферат поднео Фрањо Туђман, председник странке. На предлог Милована Шибла, Реферат је акламацијом усвојен као програмска основа странке (у реферату се између осталог наводило да НДХ није била смо пука квинслишка творба и фашистички злочин, већ и израз повијесних тежњи хрватског народа што је изазвало бурне реакције у читавој СФРЈ, а поготово међу Србима у Хрватској). На Сабору је усвојен Статут странке, а на основу њега и тела странке, као и њихови чланови.[1][4]
- У Загребу умро Јуре Каштелан (1919—1990), песник и преводилац.

### 28. фебруар
- У Прагу, Острави, Братислави, Прешову и Плзењу, у Чехословачкој, од 28. фебруара до 10. марта одржано XII светско првенство у рукомету. Рукометна репрезентација Југославије освојила је четврто место. Прва три места на такмичењу освојиле су репрезентације Шведске, Совјетског Савеза и Румуније.